# Kitzscher
Kitzscher (en allemand : /ˈkɪt͡sʃɐ/ ? Écouter [Fiche]) est une ville de Saxe (Allemagne), située dans l'arrondissement de Leipzig, dans le district de Leipzig.